# Danh sách thành phố của Hà Lan theo tỉnh
Các thành phố Hà Lan xếp theo tỉnh:

## Drenthe
- Assen
- Coevorden
- Emmen
- Hoogeveen
- Meppel

## Flevoland
- Almere
- Dronten
- Emmeloord (mun. Noordoostpolder)
- Lelystad
- Urk

## Friesland
- Drachten (mun. Smallingerland)
- Harlingen
- Heerenveen
- Leeuwarden
- Sneek

## Gelderland
- Apeldoorn (làng > 100.000 dân)
- Arnhem
- Buren
- Culemborg
- Doetinchem
- Ede (làng > 100.000 dân)
- Groenlo
- Harderwijk
- Hattem
- Huissen
- Nijkerk
- Nijmegen
- Tiel
- Wageningen
- Winterswijk
- Zaltbommel
- Zutphen

## Groningen
- Appingedam
- Delfzijl
- Groningen

## Limburg
- Geleen
- Heerlen
- Kerkrade
- Maastricht
- Roermond
- Sittard
- Valkenburg aan de Geul
- Venlo
- Weert

## Noord-Brabant
- Bergen op Zoom
- Breda
- 's-Hertogenbosch
- Eindhoven
- Geertruidenberg
- Grave
- Helmond
- Heusden
- Oosterhout
- Oss
- Ravenstein
- Roosendaal
- Tilburg
- Waalwijk

## Noord-Holland
- Alkmaar
- Amstelveen
- Amsterdam
- Den Helder
- Edam
- Enkhuizen
- Haarlem
- Hilversum
- Hoofddorp (mun. Haarlemmermeer)
- Hoorn

## Overijssel
- Almelo
- Deventer
- Enschede
- Hengelo
- Oldenzaal
- Zwolle

## Zuid-Holland
- Zoetermeer
- Delft
- Dordrecht
- Gorinchem
- Gouda
- Leiden
- Rotterdam
- Den Haag (tên khác: 's-Gravenhage; trong tiếng Pháp là La Hay)
- Alphen aan den Rijn

## Utrecht
- Amersfoort
- Nieuwegein
- Utrecht
- Woerden
- Zeist

## Zeeland
- Flushing (Vlissingen)
- Middelburg
- Terneuzen